# Obertrumer See
Obertrumer See är en sjö i Österrike.   Den ligger i förbundslandet Salzburg, i den centrala delen av landet, 240 km väster om huvudstaden Wien. Obertrumer See ligger 521 meter över havet.
Omgivningarna runt Obertrumer See är en mosaik av jordbruksmark och naturlig växtlighet. Runt Obertrumer See är det ganska tätbefolkat, med 139 invånare per kvadratkilometer.